# 分赫兹干涉引力波天文台
分赫兹干涉引力波天文台（英語：Deci-Hertz Interferometer Gravitational wave Observatory，缩写为DECIGO）是日本计划建造的空间引力波天文台。 DECIGO最灵敏的探测频带位于 0.1~10 Hz，因此可以填补LIGO和eLISA之间的空隙。在资金充足的条件下，DECIGO预计将在2027年发射升空。
DECIGO的设计与eLISA类似，它有三个 零拖曳卫星，排列形状为三角形，卫星之间的距离为1000千米。DECIGO的前导任务为B-DECIGO，后者的臂长为100千米，计划于2020年发射，平均轨道高度为2000千米。